# Sainville
Sainville é uma comuna francesa na região administrativa do Centro, no departamento Eure-et-Loir. Estende-se por uma área de 21,83 km². Em 2010 a comuna tinha 1 039 habitantes (densidade: 47,6 hab./km²).